# Distretto di Zhemgang
Zhemgang è uno dei 20 distretti (dzongkhag) che costituiscono il Bhutan. Il distretto appartiene al dzongdey meridionale.

## Municipalità
Il distretto consta di otto gewog (raggruppamenti di villaggi):
- gewog di Bardho
- gewog di Bjoka
- gewog di Goshing
- gewog di Nangkor
- gewog di Ngangla
- gewog di Pangkhar
- gewog di Shingkhar
- gewog di Trong